# Грабово (Донецка област)
Вижте пояснителната страница за други значения на Грабово.
Гра̀бово (на украински: Грабове) е село в Украйна, Донецка област, Шахтьорски район.
Намира се край границата с Луганска област и на 35 километра от границата с Русия. Има население от 1000 жители според преброяването от 2001 година.
Край село Грабово пада на земята самолет Boeing 777 на малайзийската авиокомпания Malaysia Airlines на 17 юли 2014 година. Загиват всичките 295 души на борда (280 пътници, 15 членове на екипажа).